# Gérard Janvion
Gérard Janvion é um ex-futebolista francês nascido na Martinica. Ele competiu na Copa do Mundo FIFA de 1978, sediada na Argentina, na qual a seleção de seu país terminou na 12º colocação dentre os 16 participantes.